# Danyon Loader
Danyon Joseph Loader (ur. 21 kwietnia 1975 w Timaru) – nowozelandzki pływak, dwukrotny złoty medalista olimpijski z Atlanty.
Specjalizował się w stylu dowolnym, choć z sukcesami startował także w stylu motylkowym. Na igrzyskach debiutował w 1992 w Barcelonie i zdobył srebro na dystansie 200 m motylkiem. Cztery lata później wywalczył dwa złote krążki w wyścigach kraulem. Wielokrotnie stawał na podium mistrzostw świata i Commonwealth Games, bił rekordy świata.

## Starty olimpijskie
Barcelona 1992
- 200 m motylkiem - srebro

Atlanta 1996
- 200 m kraulem, 400 m kraulem - złoto